# Gondelbeek
De Gondelbeek, stroomopwaarts ook Molenbeek genaamd, is een riviertje in Oost-Vlaanderen.
Het beekje ontspringt ten zuidoosten van Balegem, stroomt langs de Vosbroeken en door de kern van Balegem. Even verder neemt ze de Begijnenbeek op en stroomt langs Scheldewindeke en Moortsele. Ze neemt de Driesbeek op en stroomt langs Landskouter en door het Aalmoezenijebos waarna ze langs Gontrode stroomt. Via een aantal vijvers stroomt ze in Melle uit in de Schelde.